# پوئنت-ا-پیتر
پوئنت-ا-پیتر (به فرانسوی: Pointe-à-Pitre) یک کمون در فرانسه است که در گوادلوپ واقع شده‌است.

## خصوصیات
پوئنت-ا-پیتر ۲٫۶۶ کیلومترمربع مساحت و ۱۷٬۵۴۱ نفر جمعیت دارد.

## خواهرخوانده
شهر اورلی خواهرخواندهٔ پوئنت-ا-پیتر هست.